# Javorje, Hrpelje-Kozina
Javorje este o localitate din comuna Hrpelje - Kozina, Slovenia, cu o populație de 145 de locuitori.